# Маниакальный эпизод
Маниака́льный эпизо́д — аффективное расстройство длительностью, как правило, более одной недели, если не будет сокращено в ходе лечения и характеризующееся чрезвычайно повышенным настроением, чувством благополучия, продуктивностью и повышенной активностью.

## Клиническое описание
Маниакальные эпизоды характеризуются присутствием маниакального синдрома. Характерен подъём настроения, высокая энергичность (иногда гиперактивность), завышенная самооценка, но встречаются и маниакальные эпизоды с преимущественно раздражённым настроением.
В МКБ-10 выделяются следующие типы маниакального эпизода:.
- F30 Маниакальный эпизод (включаются «маниакальный эпизод при маниакально-депрессивном психозе» и «биполярное расстройство, единичный маниакальный эпизод»).
  - F30.0 Гипомания
  - F30.1 Мания без психотических симптомов.
  - F30.2 Мания с психотическими симптомами.
  - F30.8 Другие маниакальные эпизоды.
  - F30.9 Маниакальный эпизод неуточнённый (включается мания БДУ).

Психотические симптомы при маниакальном эпизоде характеризуются развитием бредовых идей величия или знатного происхождения. Скачка идей и речевой напор может приводить к непонятности речи окружающим. Может развиться маниакальный ступор.
Рубрика «маниакальный эпизод» (F30) и её подрубрики используются только для обозначения единичного маниакального эпизода. При повторных маниакальных эпизодах состояние кодируется в рубрике биполярного аффективного расстройства (F31).
По американскому Диагностическому и статистическому руководству по психическим расстройствам 4-го издания (DSM-IV-TR), для диагностики эпизода необходимо устойчивое присутствие маниакальных симптомов не менее 1 недели (меньше — только при госпитализации), сопровождающихся нарушением в социальной, трудовой сферах либо в отношениях с людьми. При этом синдром не должен быть обусловлен действием психоактивных веществ, соматическим или неврологическим заболеванием.
Необходимо соответствие трём или более из следующих симптомов (четырём в случае присутствия лишь раздражённого настроения):
1. Сниженная потребность во сне (например, сон лишь 3 часа в сутки).
2. Повышенная разговорчивость и болтливость.
3. Переоценка собственной личности и склонность к грандиозным идеям.
4. Субъективное ощущение скачки мыслей или ускорение процесса мышления.
5. Расстройство внимания: повышенная отвлекаемость.
6. Чрезмерное увлечение деятельностью, доставляющей удовольствие, без учёта пагубных последствий (например, бездумные капиталовложения или беспорядочность в сексуальных связях).
7. Повышенная активность, направленная на достижение какой-либо цели (образовательной, сексуальной, социальной или трудовой).

## Лечение
Для максимально быстрого купирования актуальной психопатологической симптоматики и последующего поддержания ремиссии рекомендовано лечение в три этапа: купирующая терапия, поддерживающая и профилактическая. 
Выбор терапии маниакального синдрома происходит с учётом тяжести (лёгкая, средняя, тяжёлая) и типа маниакального синдрома: весёлая (эйфорическая) мания, гневливая мания, мания с психотическими чертами (маниакально-бредовое состояние).
На начальном этапе лечения как весёлой, так и гневливой мании рекомендована монотерапия нормотимиком (при весёлой мании — карбонатом лития, или вальпроатом натрия, или атипичным антипсихотиком, при гневливой мании — вальпроатом натрия, или карбамазепином, или атипичным антипсихотиком).
Выбор препарата для купирующей терапии нужно проводить с учётом последующего профилактического этапа лечения, при этом следует учитывать индивидуальную переносимость пациентом выбранного препарата при его длительном применении. Вальпроат натрия предпочтительней, чем литий, по причине лучшей переносимости и отсутствия необходимости измерения плазменной концентрации препарата.
Использование атипичных антипсихотиков в большинстве случаев предпочтительнее, чем использование типичных, по причине лучшей переносимости (для атипичных антипсихотиков характерен меньший риск развития экстрапирамидных расстройств, гиперпролактинемии, нейролептической депрессии, инверсии аффекта, седации). Известно, что у пациентов с аффективными расстройствами экстрапирамидные побочные эффекты при применении типичных антипсихотиков возникают в несколько раз чаще, чем у пациентов с шизофренией.
В качестве альтернативной терапии можно применять карбамазепин, окскарбазепин, топирамат, габапентин, блокаторы кальциевых каналов. Галоперидол не рекомендуется применять на первом этапе купирования маниакального синдрома, кроме случаев выраженного психомоторного возбуждения и/или присутствия выраженной гневливости и агрессивности.
При недостаточной эффективности (на протяжении 3—4 недель) начального этапа терапии рекомендуется добавить в схему лечения антипсихотик или заменить применяемый препарат другим нормотимиком. 
Лечение тяжёлой мании с сильным психомоторным возбуждением или мании с психотическими симптомами следует начинать сразу с применения комбинации нормотимик + антипсихотик, а если купирования возбуждения при применении этой комбинации не удалось добиться в течение первых дней, рекомендуется добавить бензодиазепины и/или применить седативные антипсихотики. С целью купирования маниакальной симптоматики может быть рекомендовано добавление второго нормотимика (предпочтительно лития или противосудорожного препарата).
Если два последовательно применённых курса применения антипсихотиков не позволили добиться терапевтического эффекта, рекомендуется назначать клозапин или сочетание двух атипичных антипсихотиков и противосудорожного препарата (топирамат). При неэффективности фармакотерапии применяют ЭСТ или специальные противорезистентные мероприятия (плазмаферез, иммуномодуляторы, блокаторы кальциевых каналов и др.).
Поддерживающую терапию (целью которой является редукция остаточной симптоматики, недопущение инверсии аффекта и достижение устойчивой
ремиссии) проводят в течение 3—4 месяцев. При этом применяют нормотимик, оказавшийся эффективным у пациента, или комбинацию препаратов; постепенно уменьшают или отменяют терапию седативными антипсихотиками и бензодиазепинами. Если пациент принимает сочетание нормотимика и атипичного антипсихотика, то при удержании ремиссии в течение 3—4 месяцев следует переходить на длительную поддерживающую монотерапию тем препаратом, при терапии которым было достигнуто наибольшее терапевтическое действие и отмечалась хорошая переносимость. Если при снижении дозы или сразу после отмены атипичного антипсихотика происходит развитие раннего рецидива, следует возобновить комбинированную терапию.